# 체크 표시
체크 표시(check 表示, 문화어: 검사기호), 체크 마크, 체크표, 체크 기호는 "예"라는 뜻, 곧 "예, 이것은 유효합니다.", "예, 이것은 올바른 대답입니다."라는 개념을 나타내는 데 쓰이는 표시(✓, ✔, ☑ 등)이다. 이는 X 표시와는 대조되지만 X 마크 또한 긍정의 뜻으로 쓰일 수도 있다. (특히 투표 용지에 투표할 때)
대한민국에서는 체크 표시를 남길 때 "체크하다" 등의 표현을 사용하지만 영어권 국가에서는 "tick (off)", "check (off)" 등의 표현을 사용한다. 일반적으로 인쇄된 형태의 문서와 컴퓨터(체크 상자) 환경에서 이 기호를 따로 표시할 수 있는 네모칸을 찾을 수 있다.
핀란드, 스웨덴을 비롯한 일부 유럽 국가들과 일본에서 이 표시는 "예"라는 뜻이 아닌, "아니요" 또는 오류 표기로 사용할 수 있다. 일본에서는 丸印(마루지루시)라 불리는 O 표시(유니코드 기호 ◯, 곧 동그란 표시)가 쓰이며 이를 "예"라는 뜻으로 대신한다. 이 O 표시는 한국에서도 사용된다.
이 밖에도, 무지개 색 체크 표시가 아미가 코모도어 시대에 아미가 로고로 쓰이기도 하였다.

## 유니코드
유니코드는 이와 관련한 다양한 기호를 제공하는데 이를테면 다음과 같다:
| 기호 | 유니코드 16진 | 이름                                     |
| ---- | ------------- | ---------------------------------------- |
| ✓    | U+2713        | CHECK MARK (tick)                        |
| ✔    | U+2714        | HEAVY CHECK MARK (bold tick)             |
| ☐    | U+2610        | BALLOT BOX (square)                      |
| ☑    | U+2611        | BALLOT BOX WITH CHECK (square with tick) |

## 같이 보기
- 괄호